# کیمبرلی کلاریس ایکن
کیمبرلی کلاریس ایکن (به انگلیسی: Kimberly Clarice Aiken) (زاده ۱۱ اکتبر ۱۹۷۵) فعال حقوق بشر و ملکه زیبایی آمریکایی است.
او در سال ۱۹۹۴ به نمایندگی از کارولینای جنوبی دوشیزه آمریکا شد.